# Megaphorus pallidus
Megaphorus pallidus là một loài ruồi trong họ Asilidae. Megaphorus pallidus được Johnson miêu tả năm 1958.